# كأس أمم أوقيانوسيا 1996
كأس أوقيانوسيا للأمم 1996 هو الموسم 3 من  كأس أوقيانوسيا للأمم. أشرف على تنظيمه اتحاد أوقيانوسيا لكرة القدم، وكان عدد الأندية المشاركة فيه  4، وفاز فيه منتخب أستراليا لكرة القدم.